# 大黒柚姫
大黒 柚姫（おおぐろ ゆずき、1997年7月18日 - ）は、日本のアイドル、歌手、タレントであり、女性アイドルグループTEAM SHACHIのメンバー。愛知県出身。

## 略歴
2012年
2012年、名古屋を拠点とするチームしゃちほこのメンバーとして芸能界デビューした。（チームしゃちほこは2012年4月7日に名古屋城にて路上デビュー。2013年6月19日はチームしゃちほこが「日本先行メジャーデビュー」した日。）
7月8日、愛知・イオンモール新瑞橋にてインストアイベントが開催され、15歳の誕生日を迎える大黒を祝うコーナーを実施。
2013年
7月19日、東京・赤坂BLITZにてシングル「首都移転計画」購入者特典イベント「そこそこプレミアムなイベント」が開催され、前日に16歳の誕生日を迎えた大黒を祝うコーナーを実施。
2014年
7月18日、愛知・イオンシネマ名古屋茶屋にてチームしゃちほこの上映会イベント「ゆるしゃち特別編“チームしゃちほこのリクエストアワード”劇場版」の最終日が開催され、17歳の誕生日を祝うトークコーナー「大黒柚姫生誕祭SP!!」を実施。
2015年
12月19日、愛知・Electric Lady Landにてソロライブ「お願い！大黒様が止まらない2015～私達に幸をください♡THE FINAL～」を開催。
2016年
7月14日、愛知・DIAMOND HALLにてファンクラブ限定の大黒柚姫生誕イベントを開催。
2017年
7月18日、誕生日にDIAMOND HALLにてソロイベント「Yuzuki's coming-of-age ceremony☆★☆」を開催。
2018年
7月23日に愛知・クラブクアトロにてソロイベント「大黒柚姫七変化『※神イベ注意』～こんなROCKな柚姫見たことない！～」、8月2日に東京・新宿BLAZEにて「大黒柚姫七変化『※神イベ注意』～やりたいこと全部詰め込んでみた☆happy～」をそれぞれ開催。誕生日イベントとしては自身初の二ヶ所開催となった。
7月28日、埼玉・メットライフドームにて開催された「夏S 2018 ももクロトリビュート ～みんなで10周年をお祝いしちゃうぞ！～」で、ユニット「七福みゅ～ず」（アニソン好きユニット）に選抜される。
10月23日、所属のチームしゃちほこがTEAM SHACHIとして新体制へ移行。
2019年
7月19日、東京・TSUTAYA O-EASTでイベント「ICHIBAN JAPAN PREMIUM NIGHT vol.1 Case of TEAM SHACHI～The Meaning of STAPLALOCALISM?～ 夏だ！ 浴衣だ！ ライブだ！」にTEAM SHACHIが出演、7月18日に22歳の誕生日を迎えた祝うコーナーを実施。
7月25日、DIAMOND HALLにてソロイベント「大黒柚姫生誕イベント「22年目の告白 ～私が大黒柚姫です～」」を開催。
7月29日、YouTubeLiveにて「柚姫の部屋」を週1回配信開始。
2020年
3月6日、写真集「TEAM SHACHIアートブックコレクション Vol.2 reborn 大黒柚姫」（小学館）を発売。
7月18日、新型コロナウイルスの影響により有観客での実施は見送りとなった誕生日ソロイベントが、YouTube Liveにて開催された。
2021年
1月、舞台 劇団ズッキュン娘第15回本公演「ハリケーン・マリア」で主演を務める。
6月22日、柚姫の部屋の第100回目を配信。
8月9日に生誕ソロイベント「Yuzuki’s Birthday カーニバル!! ～目と目で通じ合う♡～」を神田スクエアホールにて、9月21日に生誕ソロイベント「Yuzuki’s Birthday カーニバル!! ～柚姫をWAKU WAKUさせて～」をDIAMOND HALLにて開催。
2022年
3月、舞台 劇団ズッキュン娘第16回本公演「2番目でもいいの♡」に出演。

## 人物
趣味はドラムのレッスン。
特技は、何を言われてもポジティブに脳内変換すること！！ 辛いもの。
好きな言葉は「シャイニー！」（小原鞠莉/ラブライブ）。
読書はミステリー系の小説をよく読む。山田悠介が好き、『8.1』『リアル鬼ごっこ』。
好きな映画のジャンルはサイコホラー。
ソロ楽曲「ら・ら・ら・アイドル」（作詞・作曲・編曲：浅野尚志（SUPA LOVE））がチームしゃちほこ「時計じかけのユニットたちvol.2」（2015年5月9日）に収録されている。
尊敬する人物は、事務所の先輩にもあたる高城れに（ももいろクローバーZ）。
佐藤優樹（モーニング娘。'21）のファンであることを公言している。
メンバーの咲良菜緒からクエン酸を貰って飲んだところ梅干しのような顔になった。

## 関連事項
イメージカラーはむらさきパープル（仮）。

## 出演

### 映画
- いつかどこかで（2009年、日本映画学校） - 三上彩菜 役[19]
- 燃えよ！失敗女子（2019年6月15日、ユナイテッドエンタテインメント） - 京香 役[20]

### テレビドラマ
- オトナヘノベル（2015年6月11日、NHK Eテレ）
- 愛知発地域ドラマ『黄色い煉瓦』～フランク・ロイド・ライトを騙した男～」（2019年11月27日、NHK BSプレミアム）[21]
- おはスタ（2021年8月23日-27日、テレビ東京） - SPドラマ「マイティコウZ」泡照子役

### テレビバラエティ
- ももクロChan〜Momoiro Clover Z Channel〜（2016年3月22日、テレビ朝日）
- 全力坂～上池台四丁目の坂～（2019年9月25日、テレビ朝日）

### ラジオドラマ
- FMシアター（NHK-FM）
  - 『犬がいた季節』（2025年3月29日）[22]

### ラジオ
- ももいろクローバーZのSUZUKIハッピー・クローバー！（2019年10月20日、TOKYO FM） - 咲良菜緒と出演[23]

### 舞台
- 劇団ズッキュン娘第15回本公演「ハリケーン・マリア」（2021年1月20日 - 24日、東京・銀座博品館劇場）[24][25] - 主演
- 劇団ズッキュン娘第16回本公演「2番目でもいいの♡」（2022年3月24日 - 27日、東京・新国立劇場 小劇場）[26][27]

### ネット配信
- Twitcasting「眠“ら”ないナイ ALL NIGHT!8時間だけのチャレンジトライアル」（2016年7月21日）
- FRESH!「チームしゃちほこグルメ行脚～#柚姫の大逆襲～」（2018年）[28]
- Locipo「武田知沙のアイドル研究室 ハロラボ」（2021年2月17日、テレビ愛知）
- Locipo & GYAO!「大黒柚姫の勝手にシネマ通」（毎週金曜配信、2020年5月 - 、テレビ愛知）[29]
- YouTube「柚姫の部屋」（毎週月曜21:00頃、2019年7月29日 - 、SCRAPの瀬戸口俊介と進行）[15]

### その他
- 第5回 ももいろ歌合戦（2021年12月31日、日本武道館） - 世代を超えたアニソンヒットメドレーに出演

## 書籍

### 雑誌
- 週刊ビッグコミックスピリッツ 27号（2015年6月1日、小学館） - 表紙・巻頭特集で、高城れに（ももいろクローバーZ）と真山りか（私立恵比寿中学）ともにユニット「Team紫しきぶ」として登場
- スタイルワゴン11号（2018年10月16日） - 表紙
- 週刊ビッグコミックスピリッツ 14号（2020年3月2日、小学館） - 表紙[30]
- IDOL AND READ（016 2018年9月27日、028 2021年8月25日、シンコーミュージック・エンタテイメント）

### 写真集
- TEAM SHACHIアートブックコレクション Vol.2 reborn 大黒柚姫（2020年3月6日、小学館）[31]

## 関連人物
- 秋本帆華
- 咲良菜緒
- 坂本遥奈
- 柚姫の部屋